# Robbie Williams
Robert Peter Maximillian Williams (sinh 13 tháng 2 năm 1974 tại Burslem, Stoke-on-Trent, Staffordshire, Anh) là ca sĩ hát nhạc pop người Anh. Anh là cựu thành viên ban nhạc Take That, và là người thành công nhất sau khi ban nhạc này tan rã.

## Danh sách đĩa nhạc
Album phòng thu
- Life thru a Lens (1997)
- I've Been Expecting You (1998)
- Sing When You're Winning (2000)
- Swing When You're Winning (2001)
- Escapology (2002)
- Intensive Care (2005)
- Rudebox (2006)
- Reality Killed the Video Star (2009)
- Take the Crown (2012)
- Swings Both Ways (2013)
- The Heavy Entertainment Show (2016)

## Bê bối
Trong Lễ khai mạc giải vô địch bóng đá thế giới 2018, nam ca sĩ đã mang đến buổi lễ những ca khúc gắn liền với tên tuổi của mình như Let Me Entertain You, Feel, Angels, và Rock DJ.
Tuy nhiên, bước xuống sân khấu sau khi kết thúc phần biểu diễn, Robbie Williams bất ngờ có một hành động giơ ngón tay thối trước ống kính truyền hình trực tiếp. Trong một quy định hồi tháng 7 năm 2014, Nga cấm việc sử dụng các từ ngữ chửi thề và hành động xúc phạm trong nghệ thuật. Những ai phạm luật sẽ đối diện "mức phạt từ 70-1.400 USD tùy thuộc họ là cá nhân, quan chức, hay tổ chức".
Về lý thuyết, Robbie Williams có thể bị trừng phạt vì hành động khiếm nhã của anh. Tuy nhiên, quyết định phạt hay không phụ thuộc vào nước chủ nhà Nga.
Là một trong các kênh truyền hình phát sóng trực tiếp lễ khai mạc, đài Fox đã lên tiếng xin lỗi về sự cố ngoài ý muốn trên.